# Mesa Redonda (montaña)
La Mesa Redonda o el Cerro de la Mesa Redonda es un macizo montañoso que se encuentra en el valle de Lagos de Moreno, Jalisco. Es parte de la Sierra Madre Occidental y tiene una altitud de 2080 metros sobre el nivel del mar. Fue declarado Patrimonio de la Humanidad por la Unesco en 2010.

## Características
Es un promontorio o mesa de roca basáltica formado en la era Terciaria y Cuaternaria que se encuentra a una altitud de 2080 m s. n. m. (metros sobre el nivel del mar), y que se levanta en medio del Valle del Río Lagos con una altura aproximada de 235 m.
Al ser una meseta, tiene una superficie de unas 38,7 hectáreas de forma ovalada y alargada de norte a sur. En cuestión de propiedad, el cerro posee varios dueños y está dividido en ex haciendas como la de «Lo de Ponce», Churintzio y otras comunidades.

## Flora y fauna
El monumento natural y Patrimonio de la Humanidad, posee un área boscosa de tipo tropical donde se encuentran especies arbóreas endémicas amenazadas y en riesgo de extinción, como las de la familia Mammillaria polythele, característica de Jalisco.
También se puede encontrar especie como Erythrina coralloides y cactáceas de los géneros Opuntia y Stenocereus, ambos considerados como amenazados.

## Valor cultural

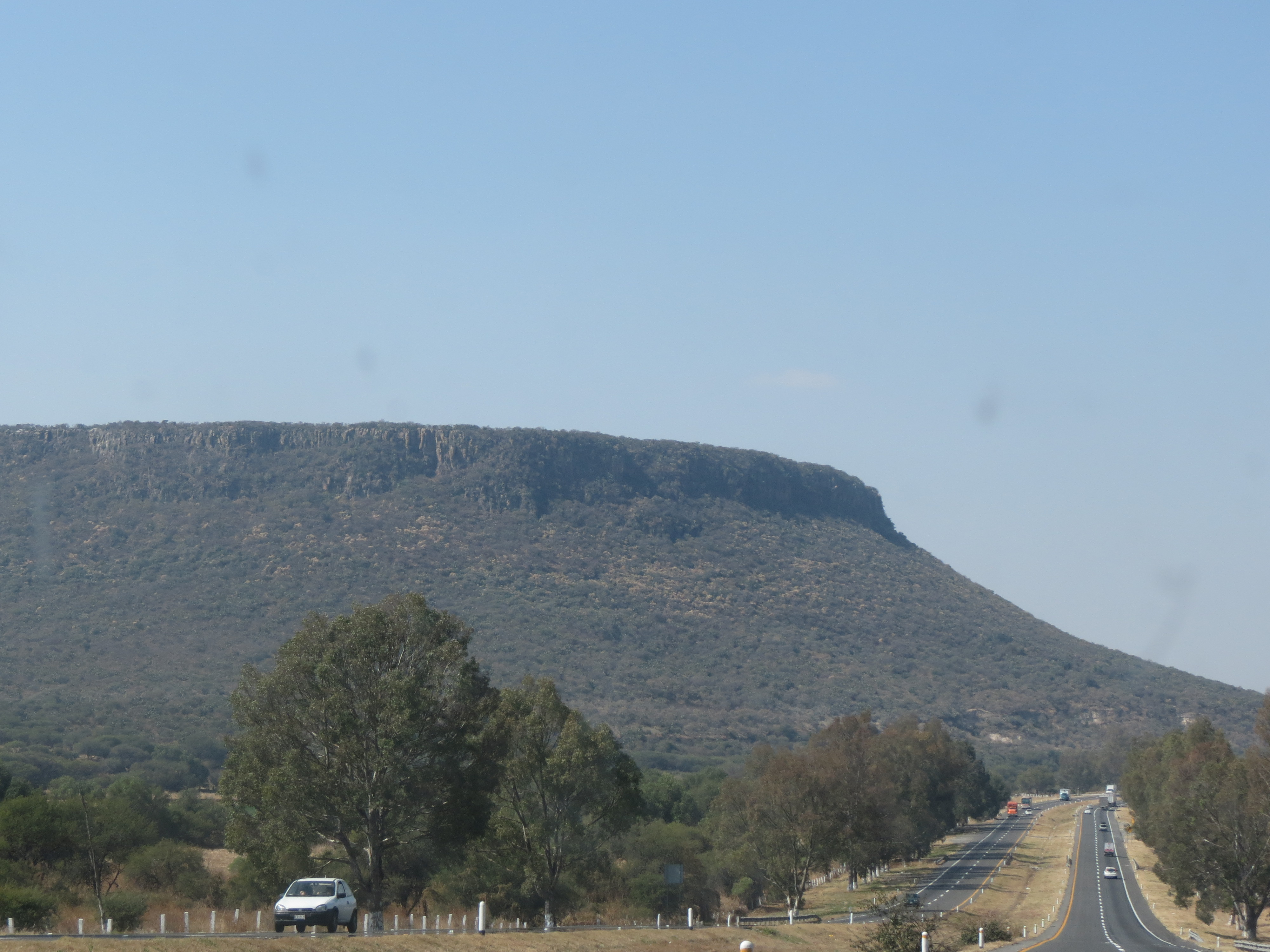
Vista de la Mesa Redonda desde la carretera León-Aguascalientes

El Cerro de la Mesa Redonda tiene un valor histórico y cultural para la zona de los Altos de Jalisco, especialmente para el municipio de Lagos de Moreno.
En 1565, la zona fue colonizada por los españoles, y en las inmediaciones del Cerro, Pedro de Anda fundó la hacienda El Jaral. A los pies del cerro también se creó uno de los caminos reales para la peregrinación de la Virgen de San Juan de los Lagos.

### Guerra Cristera
Durante la Guerra Cristera, ocurrió la llamada «Batalla de la Mesa Redonda» de Lagos de Moreno en 1932. El enfrentamiento, entre cristeros y el ejército del Estado mexicano, ocurrió en las inmediaciones del cerro de la Mesa Redonda. El enfrentamiento corresponde a la segunda etapa de la Guerra Cristera, la cual se ubica entre 1930 y 1940.
Según las fuentes orales y bibliográficas recabadas por Rizo Contreras, en octubre de 1935, un grupo de cristeros bajo el mando de Martín Díaz se atrincheraron en la Mesa Redonda, los cuales estaban acompañados por Juan Vázquez, Raymundo González, Pedro Velázquez, Pánfilo Lara, entre otros. Al respecto, incluso hay un corrido que relata parte de los hechos:

Con su permiso señores 
 voy empezar a cantar 
 los versos de Martín Díaz 
 que no he podido arreglar 
 allá en la Mesa Redonda 
 comenzamos a pelear.

Asimismo, la narración oral recopilada por Rizo Contreras, a través de lo contado por Martín de Santiago, relata cuando el batallón cristero subió a la Mesa Redonda:

El día 21 de octubre salimos de allá de lo de Ávalos, como a las 10 de la mañana, y subimos a La Mesa como a las 11. Ahí en Los Ponces dijeron: —el gobierno llega mañana, a ver si nos defendemos— . Nos subimos a La Mesa, dormimos allí tranquilos. Nos llevaron gordas los de La Mesa redonda, los de los ranchos y nos llevaron lonchas para comer. Pero el gobierno llegó como aquello de las nueve de la mañana, entonces fue cuando ya dijo el Martín: —saben qué muchachos, aquí estamos porque vamos a defender la religión.
Martín de Santiago

Según el relato recogido por Rizo Contreras, cuando llegó el ejército mexicano, la Mesa Redonda fue sitiada. Los rebeldes cristeros usaron yeguas para protegerse de las balas. Asimismo, el Archivo Histórico de Lagos de Moreno señala que durante la batalla, que duró del 20 al 22 de octubre de 1935, varios cristeros perdieron la vida.

### Peregrinaciones
Debido a que se encuentra dentro del territorio denominado Altos de Jalisco y cerca del santuario de San Juan de los Lagos, La Mesa Redonda es uno símbolos del peregrinaje para visar a la virgen de San Juan de los Lagos.

A raíz del primer milagro de esta virgen, que fue en el año de 1623, empiezan a peregrinar habitantes de la antigua Nueva España y de la Nueva Galicia rumbo al santuario del pueblo indígena Cascán y a Mazatitlán, hoy San Juan de los Lagos. Una de esas rutas venía del camino real México-Zacatecas y de allí a Lagos-Guadalajara

Anualmente, cientos de peregrinos sanjuaneros toman la ruta de la autopista 45D para llegar al santuario, sin embargo, algunos de ellos hacen una parada en el Cerro de La Mesa para subirlo, colocar cruces de madera en honor a los mártires caídos en las batallas Cristeras.
Asimismo, los peregrinos dejan una huella ecológica importante en el macizo montañoso, lastimando la flora y la fauna, pues también dejan basura y han provocado incendios. Esto ha hecho que pobladores de Lagos de Moreno se agrupen para hacer brigadas de rescate ecológico en la Mesa Redonda.